# Kathleen Garman
Pour les articles homonymes, voir Garman.
Kathleen Esther Garman, dite Lady Epstein, née le 15 mai 1901 à Wednesbury et août 1979 à Londres, est la troisième des sept sœurs Garman (en), des membres notoires des milieux artistiques du milieu du XXe siècle à Londres, réputées pour leur beauté et leur comportement controversé.
Elle est la muse et maîtresse de longue date du sculpteur britannico-américain Jacob Epstein, puis finalement, sa seconde épouse. Ils se sont rencontrés en 1921 et ont immédiatement commencé une relation qui a duré jusqu'à la mort de Epstein et a engendré trois enfants. Leur fille, Kitty Garman, est la première femme de Lucian Freud et leur fils est l'artiste Theodore Garman (en).